# 緊急一時避難施設
緊急一時避難施設（きんきゅういちじひなんしせつ）とは、ミサイル攻撃等の爆風などからの住民に及ぶ被害を軽減するための一時的な避難施設である。主にコンクリートなどで作られた堅ろうな建築物や地下街、地下駅舎などの地下施設などが指定される。武力攻撃事態等における国民の保護のための措置に関する法律第148条第1項の規定に基づく。

## 指定水準
内閣官房によれば、『ミサイル攻撃等の際に爆風等からの直接の被害を軽減するための一時的な避難先として有効なコンクリート造り等の堅ろうな建築物や地下施設（地下駅舎、地下街、地下道等）』について『令和3年度から令和7年度末までを集中的な取組期間として、緊急一時避難施設への指定を推進』するという。このときの重要事項は、
- 管内の施設を総点検し、さらに施設への指定を推進すること
- 地下の施設（主に地下駅舎・地下街・地下道等）の重点的な指定の推進をすること

である。また、1人当たりに必要な面積は0.825平方メートル（畳半畳）とすると2021年4月1日時点での人口カバー率は全国平均で108.5パーセントとしている。